# 塞拉利昂克里奥尔人
塞拉利昂克里奥爾人，是西非國家塞拉利昂的一個族裔群體。为西印度人和被解放的美洲黑奴的後代。像美洲裔利比里亞人一樣，塞拉利昂克里奧爾人有不同程度的歐洲血統。在英国殖民统治下的塞拉利昂，他們在英式学校接受教育，並在殖民政府擔任公职。
塞拉利昂克里奧爾人絕大多數居住在弗里敦及其西部周邊地區。除了该国官方语言英语外，克里奧爾人也使用一种基于英語以及西非土著語言的克里奥尔语。在宗教信仰上，该族群主要信奉基督新教。